# Бургштеттен
Бургштеттен (нем. Burgstetten) — община в Германии, в земле Баден-Вюртемберг.
Подчиняется административному округу Штутгарт. Входит в состав района Ремс-Мур. Население составляет 3390 человек (на 31 декабря 2010 года). Занимает площадь 10,29 км².